# Malacoptila
Malacoptila es un género de aves piciformes de la familia Bucconidae que habitan desde México hasta Bolivia.

## Especies
Contiene las siguientes especies:
- Buco listado (Malacoptila fulvogularis)
- Buco pechiblanco (Malacoptila fusca)
- Buco bigotudo (Malacoptila mystacalis)
- Buco barbón (Malacoptila panamensis)
- Buco cuellirrojo (Malacoptila rufa)
- Buco mediocollar (Malacoptila semicincta)
- Buco rayado (Malacoptila striata)